# Perry Moss
Perry Victor Moss (Tucson, Arizona, 11 de noviembre de 1958) es un exjugador de baloncesto estadounidense que jugó dos temporadas en la NBA, desarrollando el resto de su carrera en la CBA. Con 1,88 metros de estatura, lo hacía en la posición de base.

## Trayectoria deportiva

### Universidad
Jugó durante cuatro temporadas con los Huskies de la Universidad Northeastern, en las que promedió 14,9 puntos, 3,6 rebotes y 2,2 asistencias por partido. En su última temporada fue incluido en el mejor quinteto de la America East Conference, entonces denominada Eastern Collegiate Athletic Conference, y elegido además Jugador del Año, tras liderar la conferencia en anotación, con 23,7 puntos por partido.

### Profesional
Fue elegido en la sexagésimo novena posición del Draft de la NBA de 1982 por Boston Celtics, pero fue despedido, jugando entonces en varios equipos de la CBA, ganando el campeonato en 1985 con la camiseta de los Tampa Bay Thrillers.
Antes del comienzo de la temporada 1985-86 fichó como agente libre por los Washington Bullets, donde sólo jugó 12 partidos, en los que promedió 4,6 puntos y 1,6 asistencias.
Tras ser despedido, pocos días después fichó por los Philadelphia 76ers, donde acabó la temporada como suplente de Maurice Cheeks promediando 4,2 puntos y 1,5 asistencias por partido.
Al año siguiente firmó con los Golden State Warriors, donde jugó la temporada completa como suplente de Sleepy Floyd, promediando 3,6 puntos y 1,5 rebotes por partido. Su carrera se prolongó nueve temporadas más, todas ellas en la CBA.

## Estadísticas de su carrera en la NBA

### Temporada regular
| Temporada | Edad | Equipo                | Liga | Pos. | P   | TIT | MIN  | TC  | TCA | %TC  | 3P  | 3PA | %3P  | 2P  | 2PA | %2P  | TL  | TLA | %TL  | R.OF. | R.DEF. | REB | ASIS | ROB | TAP | PER | FP  | PTS |
| 1985-86   | 27   | TOTAL                 | NBA  | PG   | 72  | 0   | 14.1 | 1.6 | 4.1 | .397 | 0.1 | 0.4 | .219 | 1.5 | 3.6 | .419 | 0.9 | 1.2 | .730 | 0.5   | 1.1    | 1.6 | 1.5  | 0.8 | 0.2 | 1.1 | 1.8 | 4.2 |
| 1985-86   | 27   | Washington Bullets    | NBA  | PG   | 12  | 0   | 13.3 | 1.8 | 4.4 | .396 | 0.2 | 0.6 | .286 | 1.6 | 3.8 | .413 | 0.9 | 1.3 | .733 | 0.8   | 1.3    | 2.1 | 1.6  | 0.5 | 0.3 | 1.5 | 2.2 | 4.6 |
| 1985-86   | 27   | Philadelphia 76ers    | NBA  | PG   | 60  | 0   | 14.2 | 1.6 | 4.0 | .397 | 0.1 | 0.4 | .200 | 1.5 | 3.6 | .421 | 0.9 | 1.2 | .730 | 0.4   | 1.1    | 1.5 | 1.5  | 0.8 | 0.2 | 1.0 | 1.8 | 4.2 |
| 1986-87   | 28   | Golden State Warriors | NBA  | PG   | 64  | 0   | 10.9 | 1.4 | 3.2 | .440 | 0.0 | 0.2 | .071 | 1.4 | 3.0 | .466 | 0.8 | 1.1 | .710 | 0.5   | 1.0    | 1.5 | 1.4  | 0.7 | 0.0 | 0.9 | 1.5 | 3.6 |
| Total     |      |                       | NBA  |      | 136 | 0   | 12.6 | 1.5 | 3.7 | .415 | 0.1 | 0.3 | .174 | 1.5 | 3.3 | .439 | 0.8 | 1.2 | .722 | 0.5   | 1.1    | 1.5 | 1.5  | 0.7 | 0.1 | 1.0 | 1.7 | 3.9 |

### Playoffs
| Temporada | Edad | Equipo                | Liga | Pos. | P  | TIT | MIN | TC  | TCA | %TC  | 3P  | 3PA | %3P   | 2P  | 2PA | %2P  | TL  | TLA | %TL   | R.OF. | R.DEF. | REB | ASIS | ROB | TAP | PER | FP  | PTS |
| 1985-86   | 27   | Philadelphia 76ers    | NBA  | PG   | 7  | 0   | 4.0 | 0.3 | 1.1 | .250 | 0.0 | 0.1 | .000  | 0.3 | 1.0 | .286 | 0.1 | 0.1 | 1.000 | 0.0   | 0.4    | 0.4 | 0.3  | 0.0 | 0.1 | 0.6 | 0.9 | 0.7 |
| 1986-87   | 28   | Golden State Warriors | NBA  | PG   | 8  | 0   | 5.6 | 1.0 | 1.8 | .571 | 0.1 | 0.1 | 1.000 | 0.9 | 1.6 | .538 | 1.0 | 1.1 | .889  | 0.3   | 0.4    | 0.6 | 0.6  | 0.8 | 0.0 | 0.4 | 0.6 | 3.1 |
| Total     |      |                       | NBA  |      | 15 | 0   | 4.9 | 0.7 | 1.5 | .455 | 0.1 | 0.1 | .500  | 0.6 | 1.3 | .450 | 0.6 | 0.7 | .900  | 0.1   | 0.4    | 0.5 | 0.5  | 0.4 | 0.1 | 0.5 | 0.7 | 2.0 |